# Agata Kornhauser-Duda
Agata Kornhauser-Duda (nacida Agata Kornhauser; Cracovia, 2 de abril de 1972) es la actual primera dama de Polonia, y la esposa del ex presidente de la República de Polonia; Andrzej Duda.

## Biografía
Nació el 2 de abril de 1972, en Cracovia, Polonia; hija de Julian Kornhauser, un escritor, traductor y crítico literario quién le dedicó un libro de poesía en 1981, y Alicja Wojna, egresada de estudios polacos. Tiene un hermano, Jakub, poeta y traductor. Su abuelo paterno era un judío polaco.
Se casó con Andrzej Duda el 21 de diciembre de 1994. Tienen una hija llamada Kinga nacida en 1995, estudiante de leyes.

## Carrera profesional
Es profesora de alemán en el Liceo Jan III Sobieski de Cracovia, donde ha trabajado desde 1998. Ha sido descrita una profesora exigente pero justa y dedicada, y durante la campaña presidencial sólo tomó un día libre, prometiendo para quedarse con sus alumnos hasta el final del año escolar. Escribió su tesis sobre la Tetralogía de Horst Bienek en la Universidad Jaguelónica, donde ella y su marido se conocieron.

## Primera dama de Polonia

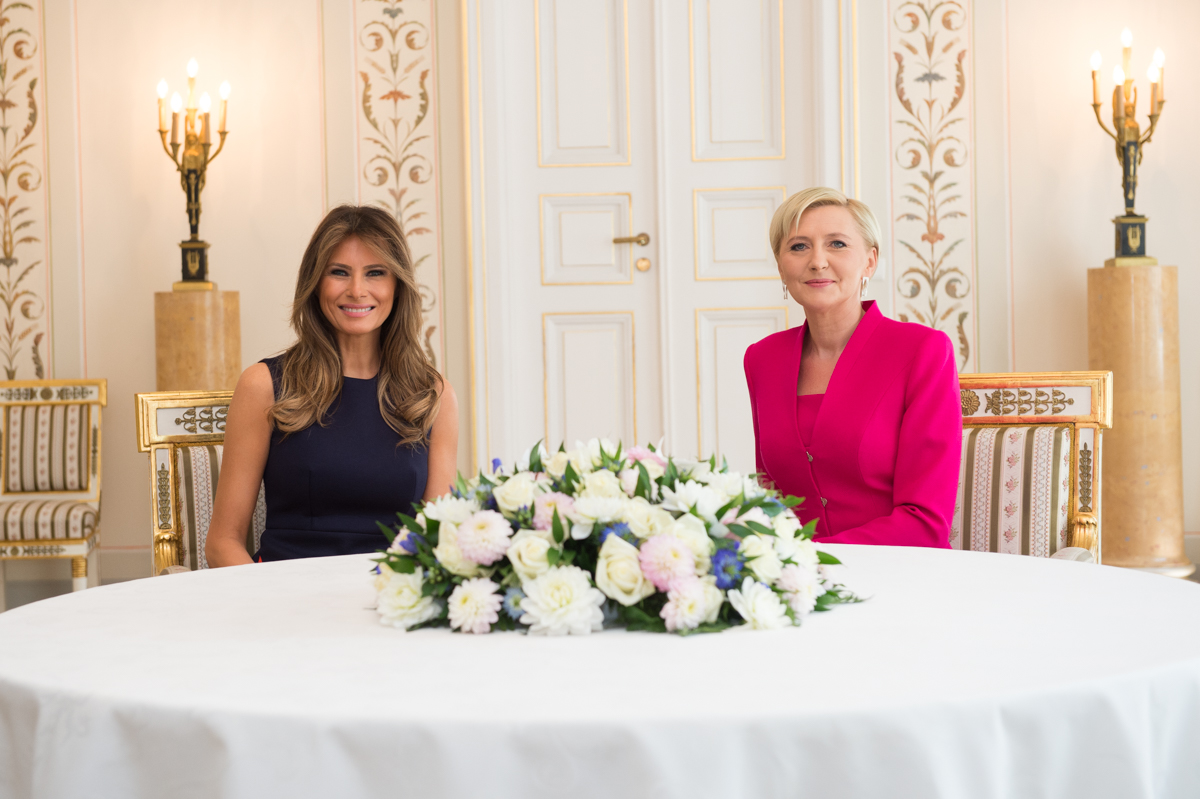
Agata Kornhauser-Duda con la primera dama de los Estados Unidos Melania Trump.

Se convirtió en la primera dama de Polonia el 6 de agosto de 2015, cuándo su esposo juramentó como Presidente. El 24 de mayo de 2015,  su esposo ganó la segunda ronda de la elección presidencial, consiguiendo el 51.55% del voto contra el 48.45% ganado por su rival, el presidente Bronisław Komorowski. Durante la campaña apoyó a su marido por aparecer en emisiones del partido. Sus creencias políticas,  han sido descritas por su hermano como más liberales que Andrzej Duda.